# Mannsberg-Boden
Mannsberg-Boden este o arie protejată (arie specială de conservare — SAC, sit de importanță comunitară — SCI) din Austria întinsă pe o suprafață de 683 ha, integral pe uscat.

## Localizare
Centrul sitului Mannsberg-Boden este situat la coordonatele 46°47′50″N 14°30′15″E / 46.7972°N 14.5042°E.

## Înființare
Situl Mannsberg-Boden a fost declarat sit de importanță comunitară în mai 2010 pentru a proteja 13 specii de animale. Situl a fost protejat și ca arie specială de conservare în martie 2012.

## Biodiversitate
Situată în ecoregiunea alpină, aria protejată conține 3 habitate naturale: Păduri de fag Luzulo-Fagetum, Păduri de fag Asperulo-Fagetum, Păduri ilirice de Fagus sylvatica (Aremonio-Fagion).
La baza desemnării sitului se află mai multe specii protejate:
- păsări (9): minunița (Aegolius funereus), cocoșul de mesteacăn (Bonasa bonasia), buha (Bubo bubo), barză neagră (Ciconia nigra), ciocănitoare neagră (Dryocopus martius), ciuvică (Glaucidium passerinum), sfrâncioc roșiatic (Lanius collurio), viespar (Pernis apivorus), ciocănitoare verzuie (Picus canus)
- amfibieni (1): izvoraș-cu-burta-galbenă (Bombina variegata)
- mamifere (1): liliacul mic cu potcoavă (Rhinolophus hipposideros)
- nevertebrate (2): Euplagia quadripunctaria, Rosalia alpina

Pe lângă speciile protejate, pe teritoriul sitului au mai fost identificate 11 specii de plante, 2 specii de păsări, 1 specie de amfibieni, 20 de specii de nevertebrate, 6 specii de reptile.